# Cristian Cama
Cristian Cama, né le 5 juin 2007 à Rome en Italie, est un footballeur italien, qui évolue au poste d'arrière gauche à l'AS Rome.

## Biographie

### En club
Né Rome en Italie, Cristian Cama est formé par l'AS Rome.  Avec l'équipe des moins de 17 ans du club, il remporte notamment le championnat lors de la saison 2022-2023. Il signe son premier contrat professionnel avec son club formateur le 12 janvier 2024.

### En équipe nationale
Cristian Cama est sélectionné avec l'équipe d'Italie des moins de 17 ans pour participer au championnat d'Europe des moins de 17 ans en 2024. Son équipe atteint la finale de la compétition après avoir battu le Danemark en demi-finale (0-1 score final),,.

## Palmarès
Italie -17 ans
- Finaliste du championnat d'Europe des moins de 17 ans
  - 2024.